# JR East série E721
La série E721 (E721系, E721-kei) est un type de rame automotrice électrique exploitée par la compagnie JR East, ainsi que par les compagnies privées AbukumaExpress, Aoimori Railway et Sendai Airport Transit.

## Description
La série E721 a été fabriquée par les constructeurs Kawasaki Heavy Industries et Tokyu Car Corporation / J-TREC. Il existe trois sous-séries : la sous-série E721-0 à deux voitures, la sous-série E721-500 à deux voitures dédiée à la desserte de l'aéroport de Sendai et la sous-série E721-1000 à quatre voitures. 67 exemplaires ont été construits au total.
De plus 3 compagnies privées possèdent des rames directement basées sur la série E721 :
- série AB900 pour AbukumaExpress (5 rames de 2 voitures),
- série 703 pour Aoimori Railway (2 rames de 2 voitures),
- série SAT721 pour Sendai Airport Transit (3 rames de 2 voitures).

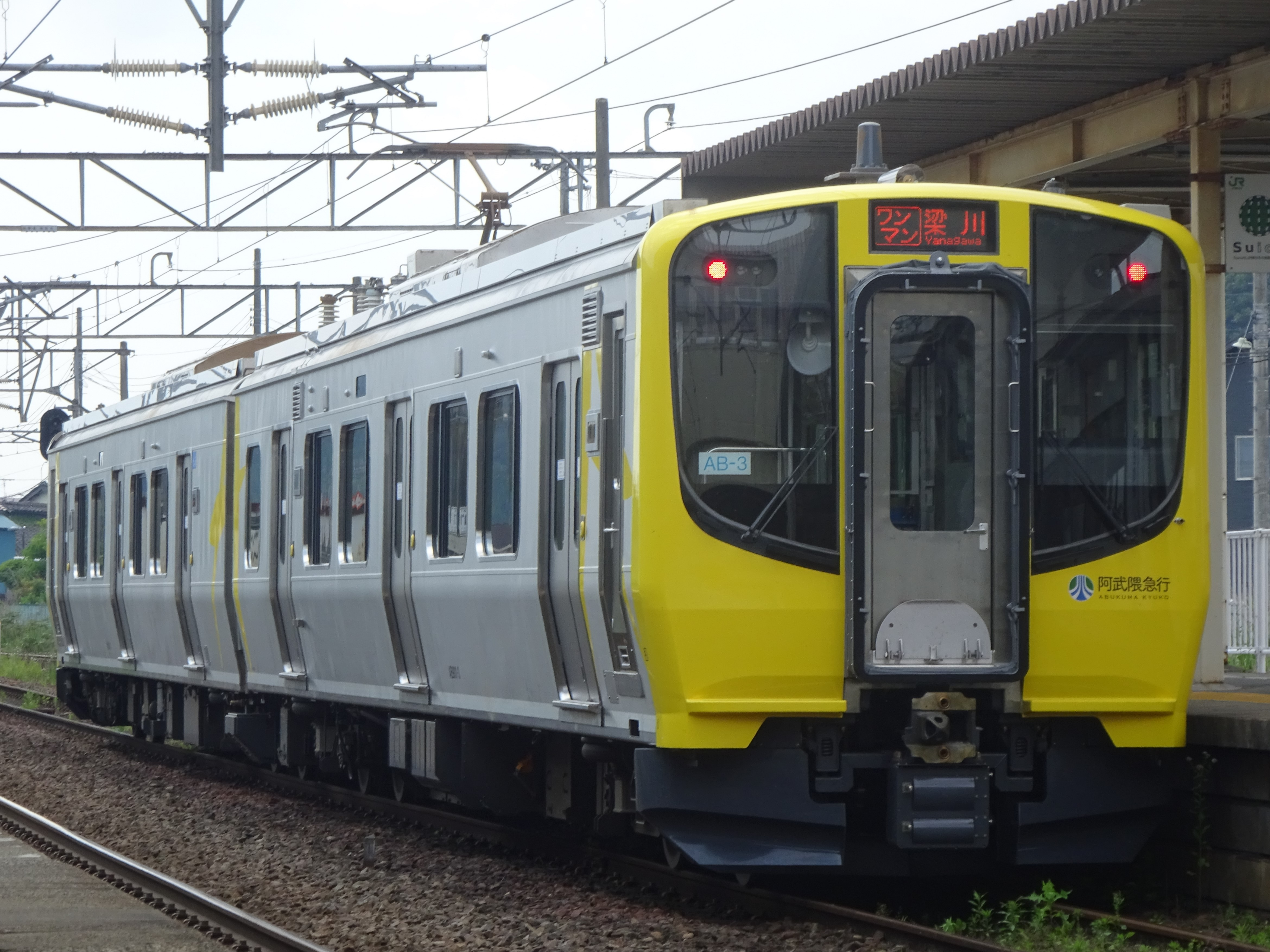
AbukumaExpress série AB900.
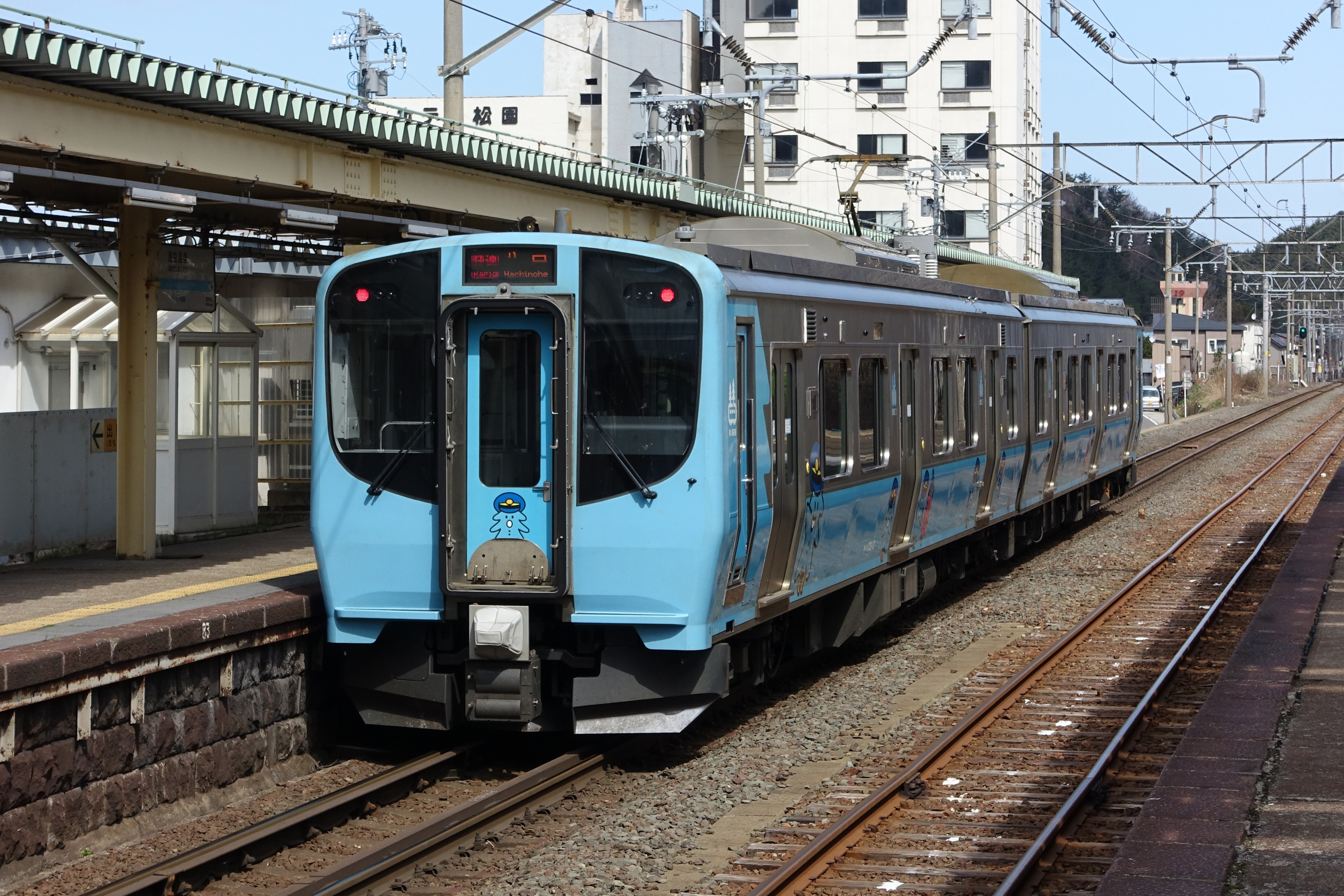
Aoimori Railway série 703
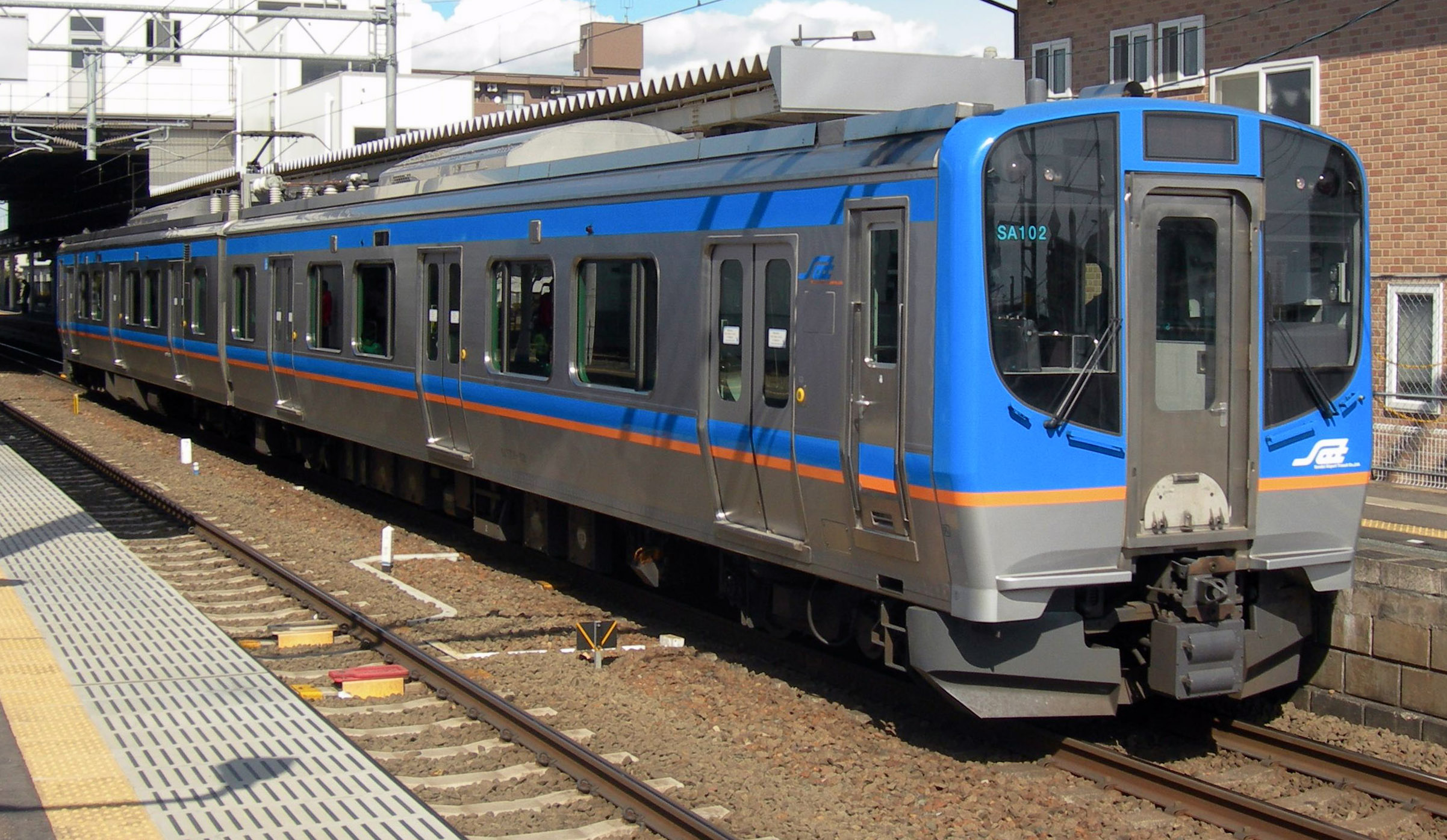
Sendai Airport Transit série SAT721.

L'espace voyageurs se compose de banquettes longitudinales et de sièges transversaux. Chaque rame est équipée de toilettes universelles.

## Histoire
Les premières rames de la série E721 ont été introduites en février 2007. La série a remporté un Laurel Prize en 2008.
Deux rames (P-1 et P-19) ont été détruites par le tsunami consécutif au séisme de 2011 de la côte Pacifique du Tōhoku.

## Affectation
En 2024, les trains de la série E721 circulent sur les lignes suivantes :
- Ligne de l'Aéroport de Sendai,
- Ligne Ban'etsu Ouest,
- Ligne Jōban,
- Ligne principale Tōhoku,
- Ligne Senzan.

Les trains de la série SAT721 circulent sur la ligne principale Tōhoku et la ligne de l'Aéroport de Sendai.
Les trains la série AB900 circulent sur la ligne Abukuma Express.
Les trains la série 703 circulent sur la ligne Aoimori Railway.

## Galerie photos

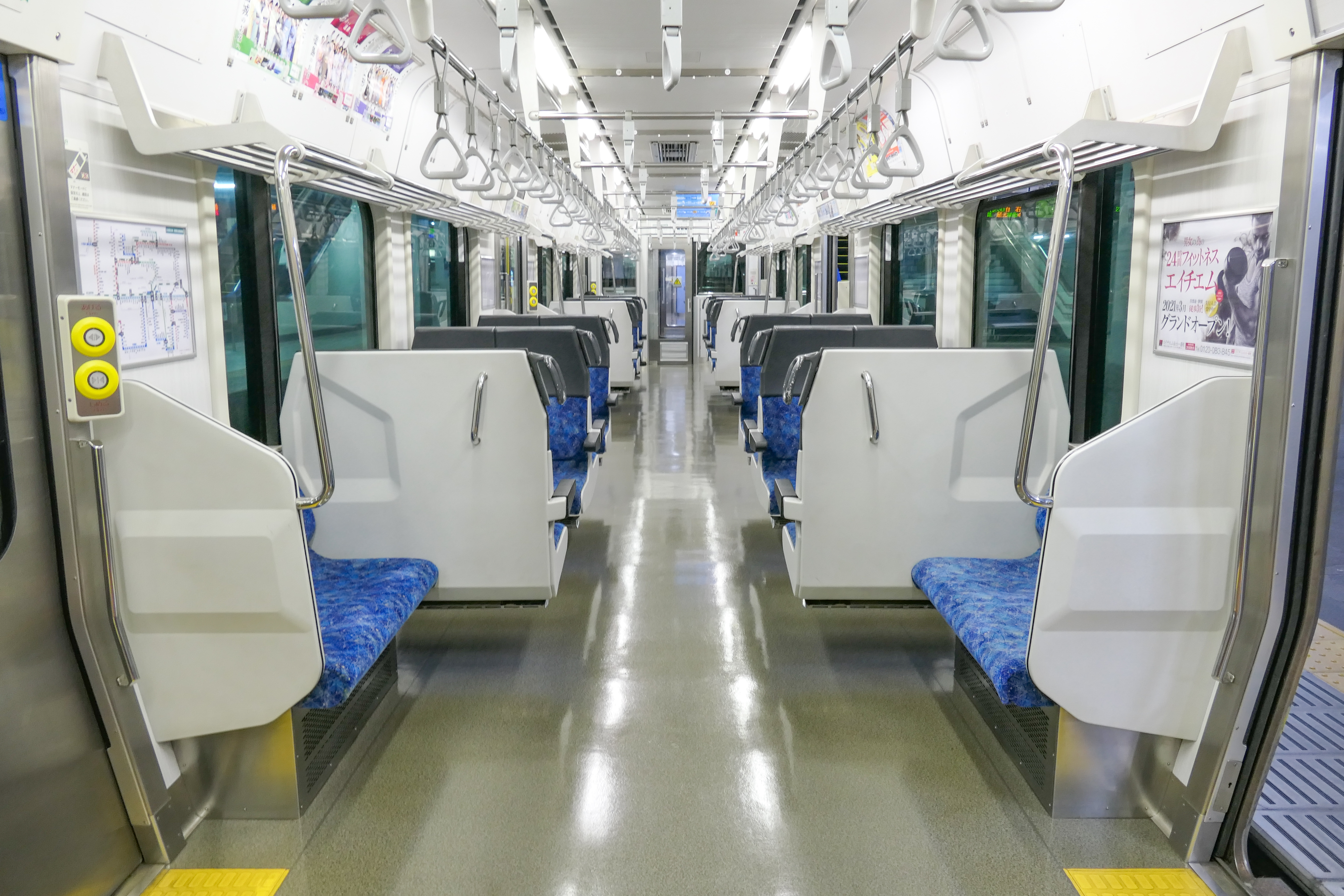
Espace voyageurs.
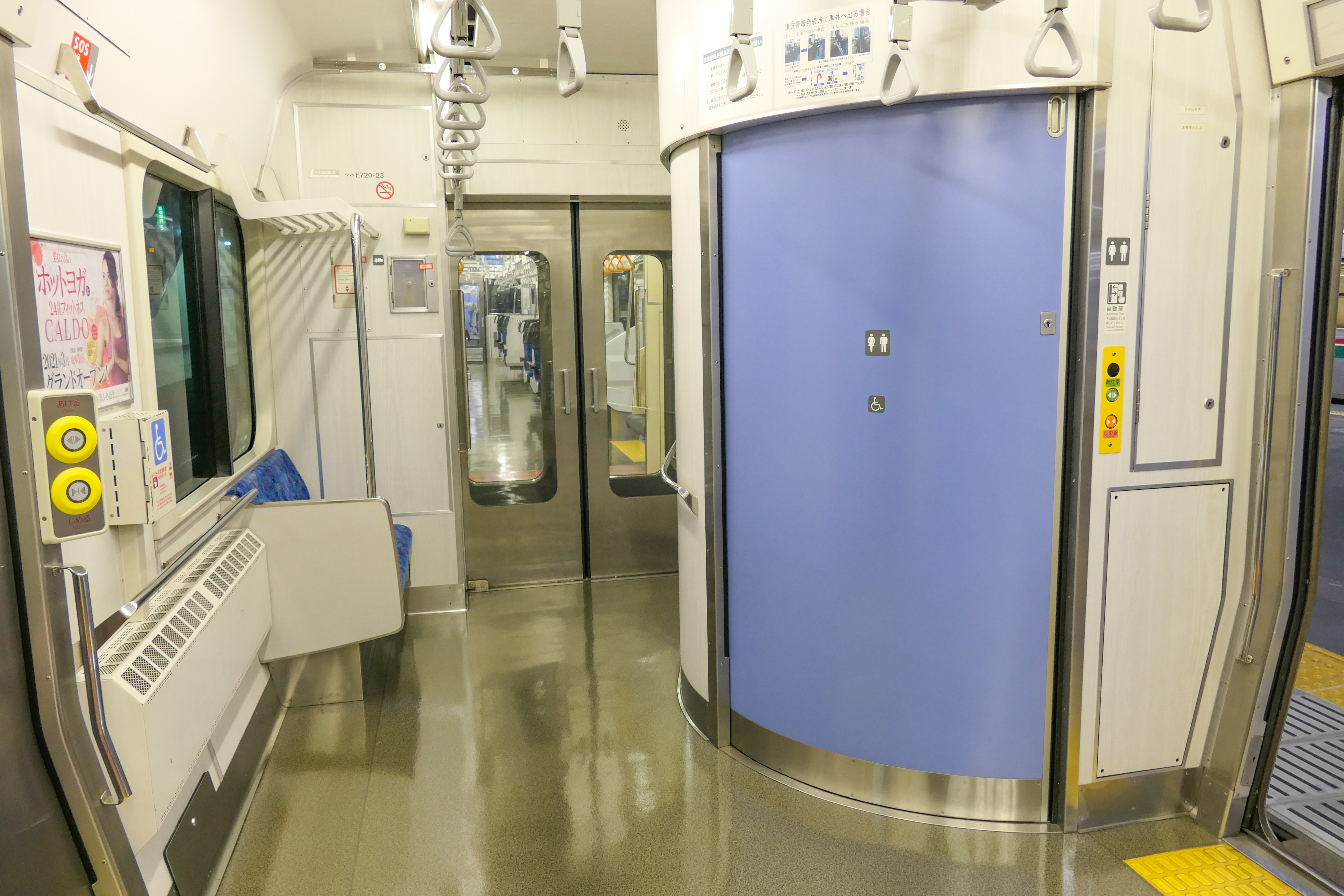
Espace toillettes.
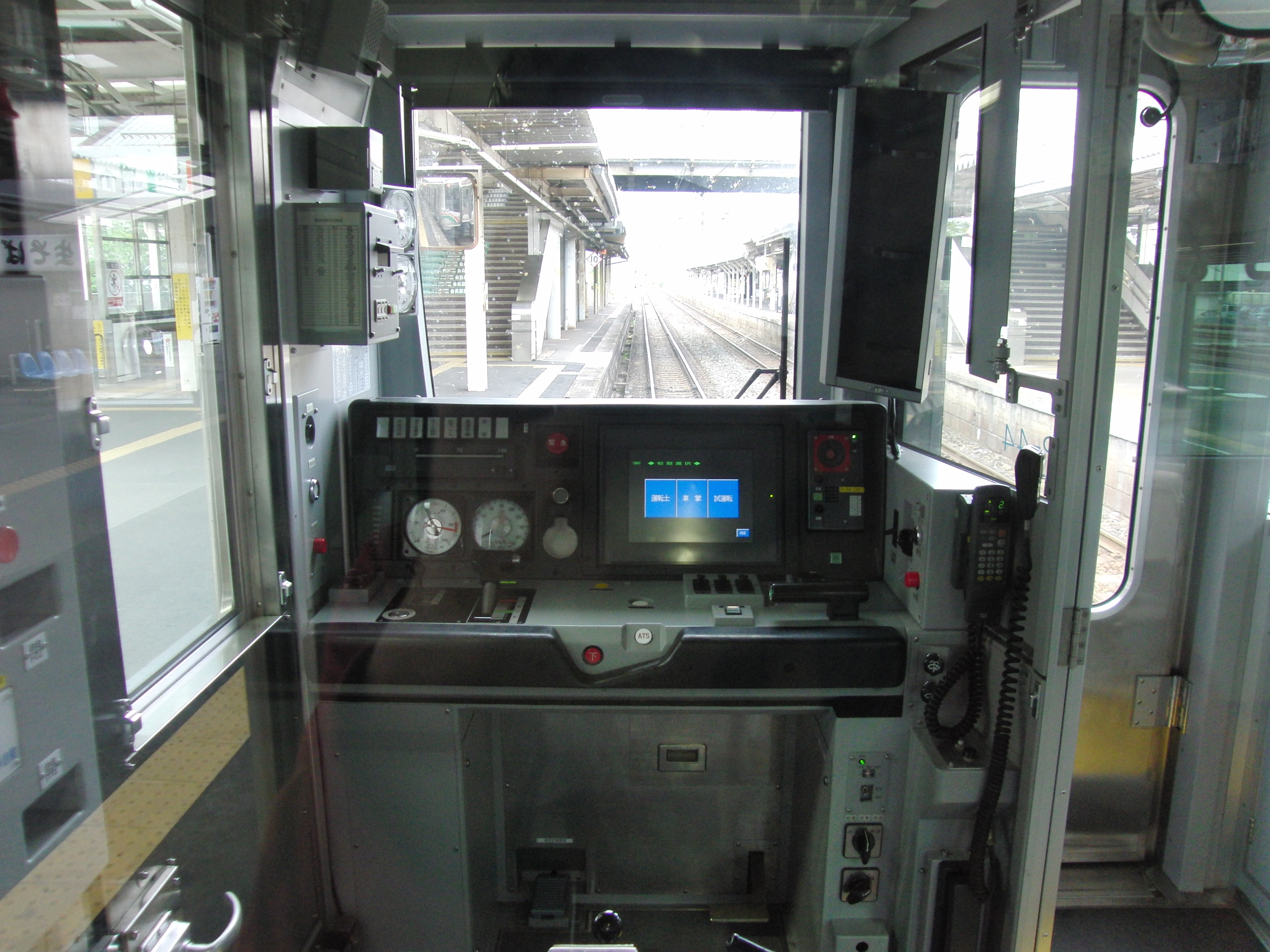
Cabine de conduite.